# Johanna Vergouwen

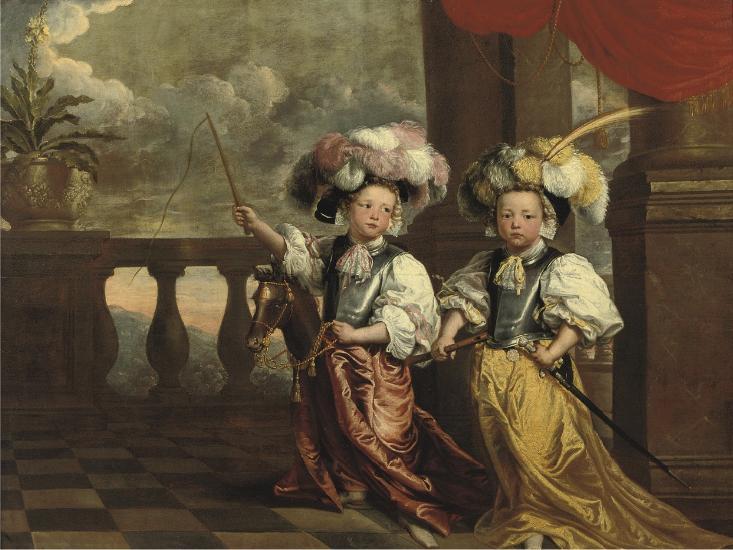
Retrato de dos jóvenes disfrazados de caballeros, 1668. Colección privada

Johanna Vergouwen o Jeanne Vergouwen (Amberes, 1630 - Amberes, 11 de marzo de 1714) fue una pintora flamenca.
Pertenecía a una familia de artistas, como hija del pintor decorador Louis Vergouwen, fallecido en 1659, hijo de Pierre Vergouwen, fallecido en 1631, y de su esposa Maaike Verwerff, hija del pintor Hans Verwerff; su hermana María se casó con otro pintor, Michael Angelo Immenraet, con quien Johanna mantuvo un largo pleito por la herencia familiar. 
Fue alumna de Balthazar van den Bossche y Lucas van Uden y trabajó como comerciante de arte además de como pintora.

## Obras
- Retrato de gemelos en caballitos de madera[1], óleo sobre lienzo, 1668, Christie's, Ámsterdam, 6 de mayo de 2008, 120 250 €, n° 180.
- Copia de 1673 de un cuadro de Van Dyck, Sansón y Dalila, Ciudad de México, Museo Nacional de San Carlo.
- Retrato de un escultor, vendido en París, 14 de junio de 1954.